# Philippe Urraca
Philippe Urraca, né le 1er mai 1956 à Labéjan (Gers), est un chef pâtissier français. En 2003, il est nommé président des Meilleurs Ouvriers de France (MOF) en Pâtisserie jusqu'en 2017, alors que lui succède Pascal Caffet.
MOF au parcours exceptionnel, il a ouvert en 2014 Profiterole Chérie, sa première boutique consacrée à la profiterole. Il est également membre  du jury de l’émission Qui sera le prochain grand pâtissier ? sur France 2 lors des trois premières saisons. 

## Biographie
Philippe Urraca obtient son CAP de pâtissier en 1974 et commence sa carrière très jeune en ouvrant sa première boutique de pâtisseries à l’âge de 19 ans. Situé à Gimont, il suit les traces de son père, pâtissier ambulant dans les campagnes. Passionné par son métier, le Chef pâtissier présente pour la troisième fois le concours MOF et devient Meilleur Ouvrier de France pâtissier en 1993. Il en préside le comité de 2003 à 2017.
En 2000, Philippe Urraca ouvre une seconde boutique à Auch et l’entreprise grimpe jusqu’à 40 salariés. 5 ans après, le Chef pâtissier MOF décide de tirer un trait sur ses boutiques et se lie à La Compagnie des Desserts. Il devient Chef pâtissier de cette société spécialiste du sucré dans la restauration
En 2014, Philippe Urraca revisite la profiterole, une pâtisserie française traditionnelle en créant une boutique qui lui est entièrement consacrée. Les pâtissiers de la boutique Profiterole Chérie, située dans le quartier du Marais (Paris 3e), conçoivent les profiteroles devant les clients. Exotique, sucrée, caramélisée, pralinée... une gamme d'une dizaine de profiteroles est proposée.

### Dates importantes
- 1979 : crée un premier magasin à Gimont, dans le Gers.
- 1987 : devient conseiller pour une grande société et réalise depuis des démonstrations et formations dans le monde entier.
- 1994 : élu meilleur ouvrier de France en pâtisserie (épreuves passées en novembre 1993 et attribution du titre en 1994).
- 2003 : devient président des meilleurs ouvriers de France pâtissiers.
- 2011 : devient chef pâtissier et directeur technique à La Compagnie des desserts.
- 2014 : ouverture de la boutique « Profiterole Chérie » à Paris.

## Émissions de télévision
La chaîne de télévision France 2 a lancé en juillet 2013 l'émission de télé-réalité culinaire consacrée à la pâtisserie Qui sera le prochain grand pâtissier ?. La production a choisi Philippe Urraca pour composer les membres du jury aux côtés de Christophe Adam, Christophe Michalak et Pierre Marcolini.  
Après la troisième saison, en 2015, Philippe Urraca et Christophe Michalak sont remplacés aux côtés de Christophe Adam et Pierre Marcolini par Claire Hetzler. L'émission est alors présentée par Jean Imbert, qui succède à Virginie Guillaume.

## Livres
Philippe Urraca est auteur, en 2014, d’un livre de recette consacré à la profiterole : « Profiteroles » aux éditions Solar,.

## Distinctions
- En 1993, Philippe Urraca est nommé Meilleur Ouvrier de France pâtissier, le plus haute distinction du métier.
- En 2003, Philippe Urraca devient président des Meilleurs Ouvriers de France Pâtissier